# The Dying Detective
The Dying Detective (englisch für „Der sterbende Detektiv“) ist ein britischer Stummfilm aus dem Jahr 1921 und eine Adaption der 1913 erschienenen gleichnamigen Kriminalgeschichte (deutscher Titel: Der Detektiv auf dem Sterbebett).

## Handlung
Der Privatdetektiv Sherlock Holmes untersucht den Fall von Victor Savage, der sich mit einer seltenen asiatischen Infektionskreinkeit angesteckt hatte. Holmes hat Dr. Culverton Smith in Verdacht, einen Experten für Krankheiten dieser Art, der zudem vom Tod des Mannes finanziell profitieren würde. Holmes geht verkleidet zu Smith, der ihn aber erkennt und ihn hinauswirft. Holmes droht Smith damit, dass er dessen Mord aufklären werde. Bald darauf erhält Holmes per Post eine kleine Schatulle, die er sehr vorsichtig mit einem Werkzeug öffnet. Dabei springt eine Nadel aus dem Deckel der Schachtel, die ihn verletzt hätte, wenn er sie mit der Hand geöffnet hätte.
Später kehrt Holmes’ Assistent Dr. Watson von einer Reise zurück und findet Holmes schwerkrank im Bett vor. Holmes verweigert Watsons Behandlung und bittet ihn, Smith herbeizurufen, selbst aber unbedingt noch vor Smith zurückzukehren. Als Smith eintrifft, gibt Holmes vor, ebenfalls an einem schweren Fieber zu leiden. Smith wähnt sich in Sicherheit und gibt zu, der Absender der Schachtel zu sein, durch die er Holmes infiziert habe. Außerdem gibt er den Mord an Savage zu, der offenbar sein Assistent war. Doch dann fällt sein Blick auf Dr. Watsons Zylinder und er weiß, dass dieser in der Nähe sein muss. Er gibt vor, seine Tasche aus dem Auto holen zu wollen, tatsächlich wartet dort ein ihm ähnlich sehender Diener, der an seiner statt und in seiner Kleidung zu Holmes zurückkehrt. Dr. Watson verlässt sein Versteck hinter einem Vorhang, wo er alles mitgeschrieben hat, und Holmes kann plötzlich sein Bett verlassen: Die Krankheit war nur gespielt, um Smith zu dem Geständnis zu verleiten. Um die Rolle möglichst glaubhaft zu spielen, hat er sogar drei Tage lang nichts gegessen, um schwächlicher zu wirken. Der angebliche Smith gibt sich als dessen Diener zu erkennen, doch auch diesen Rollentausch hat Holmes vorausgeahnt: Die Polizei war vor dem Haus postiert worden und nahm den echten Smith fest, bevor er mit seinem Auto fliehen konnte. Nun, da der Fall gelöst ist, lässt Holmes von seiner Haushälterin Mrs. Hudson erst einmal für sich und Watson ein reichhaltiges Abendessen zubereiten.

## Produktion
Der Theaterdirektor Sir Oswald Stoll gründete 1918 seine eigene Filmproduktionsfirma Stoll Picture Productions, die in der Stummfilmzeit zu den erfolgreichsten in Großbritannien gehörte. Er kaufte Arthur Conan Doyle die Filmrechte an den Sherlock-Holmes-Geschichten 1920 ab und drehte zwischen 1921 und 1923 47 Sherlock-Holmes-Stummfilme, davon 45 Kurz- und zwei Langfilme. In allen spielte Eille Norwood in der Hauptrolle. The Dying Detective war ein Film dieser Reihe und kam in Großbritannien im April 1921 in die Kinos, im Jahr darauf erschien er in den USA. Die erste DVD-Veröffentlichung gab es 2002 in den USA, produziert von Grapevine Video.